# Suécia entre as guerras mundiais
Este periodo - designado em sueco por Mellankrigstiden - compreende os 21 anos entre o fim da Primeira Guerra Mundial em 1918 e o início da Segunda Guerra Mundial em 1939.
Se por um lado, na década dos 20 foi fundada a Sociedade das Nações, por outro lado, na década dos 30, mais de metade dos estados europeus eram ditaduras fascistas ou comunistas. A Suécia manteve todavia uma posição de neutralidade, ao mesmo tempo que a Grande Depressão internacional atingia o país de forma violenta.

Grandes movimentações políticas conduziram à formação de um governo social-democrata em 1920, à introdução do sufrágio universal para homens e mulheres em 1921,  e à assinatura de um pacto de entendimento entre a Confederação dos Sindicatos Suecos (LO) e a Confederação do Patronato Sueco (SAF).

## Monarcas da Suécia: 1914-1939

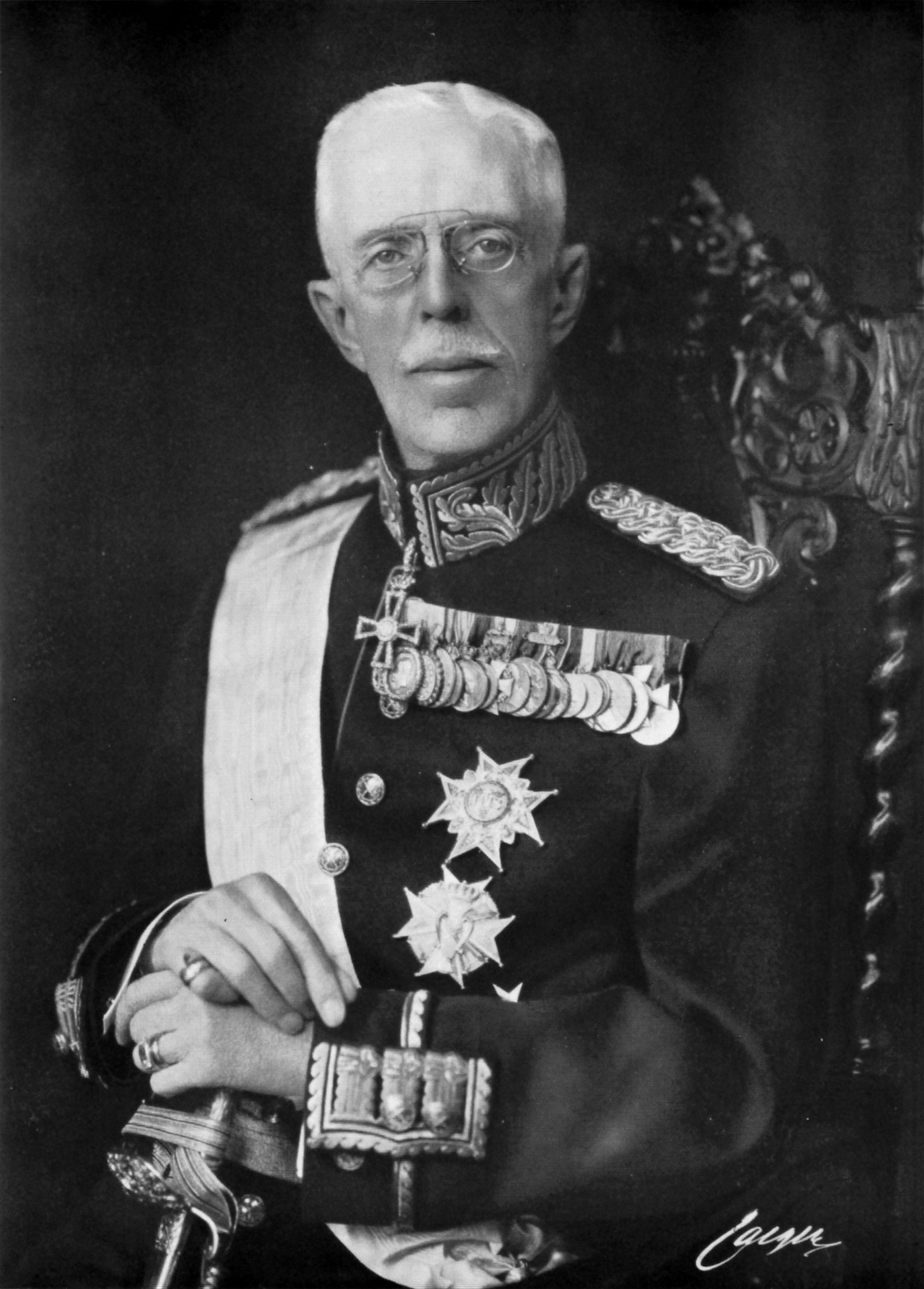
1907-1950 Gustavo V

## Primeiros-ministros da Suécia: 1914-1939

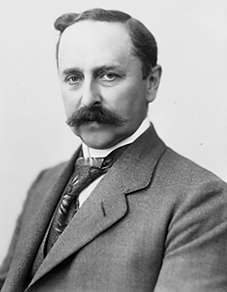
Nils Edén
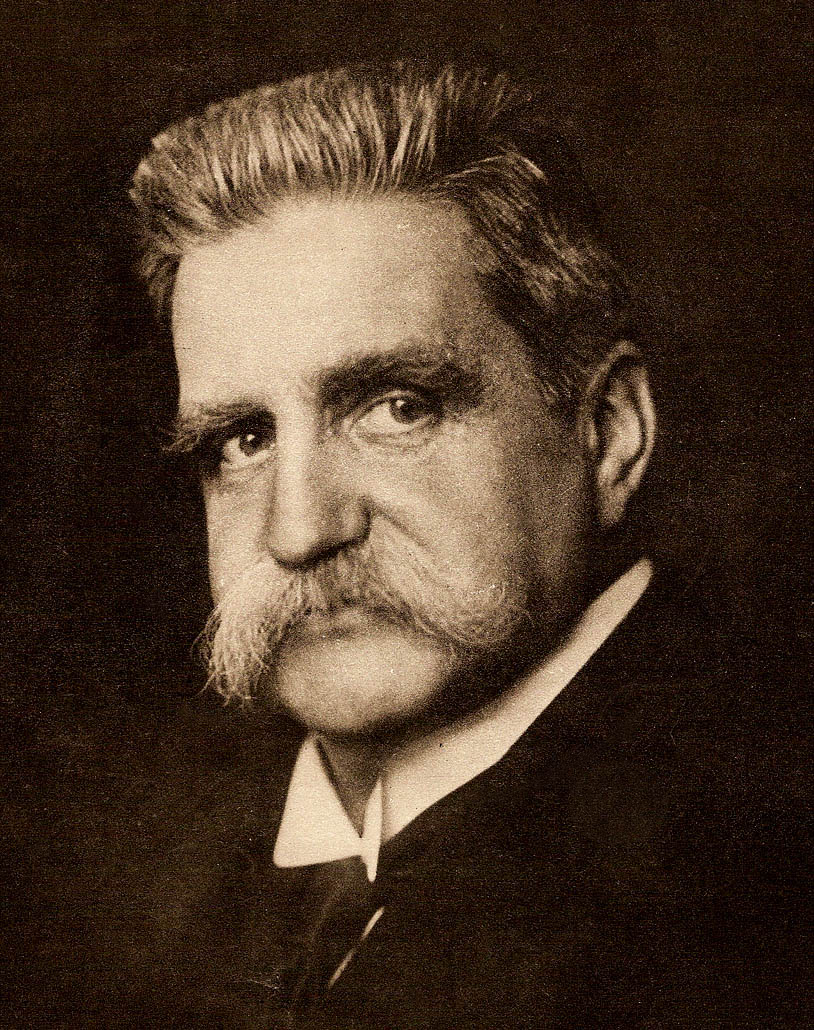
Hjalmar Branting
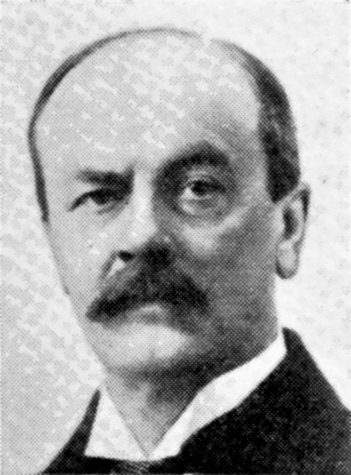
Gerhard Louis De Geer
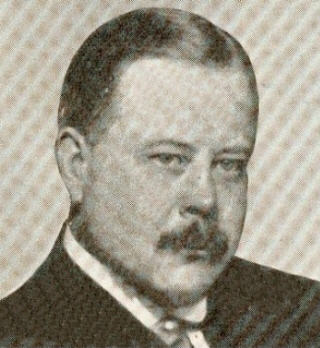
Oscar von Sydow
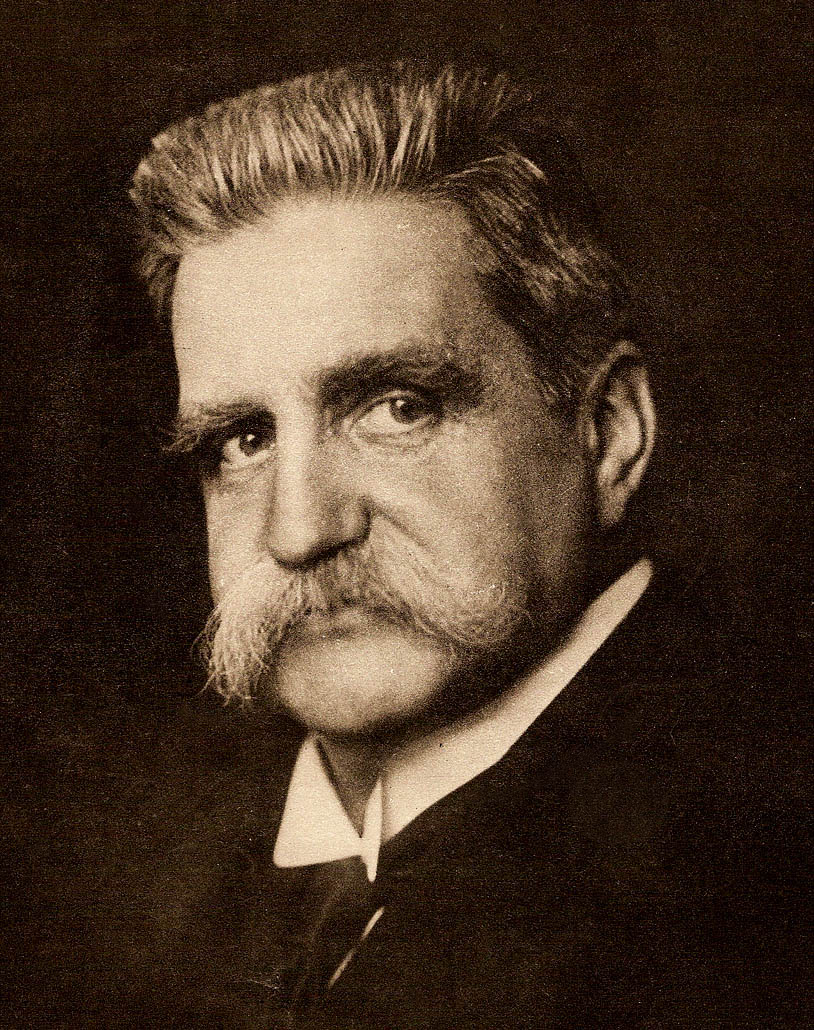
Hjalmar Branting
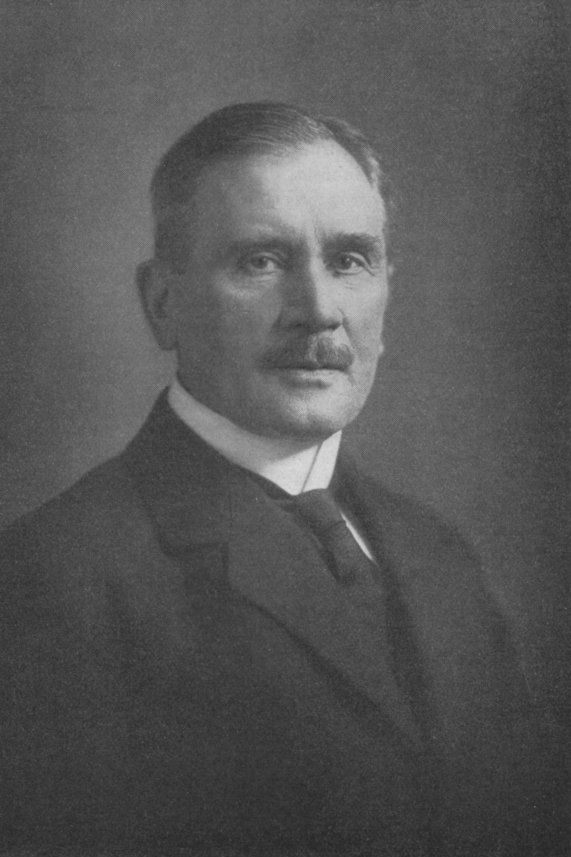
Ernst Trygger
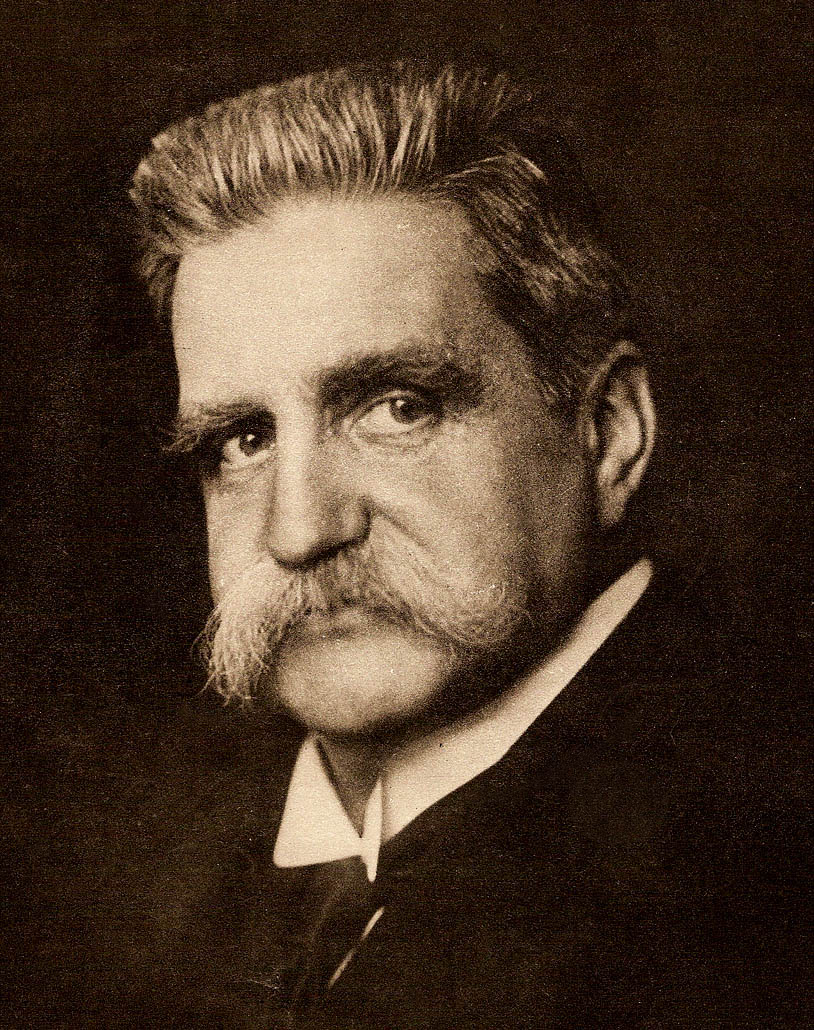
Hjalmar Branting
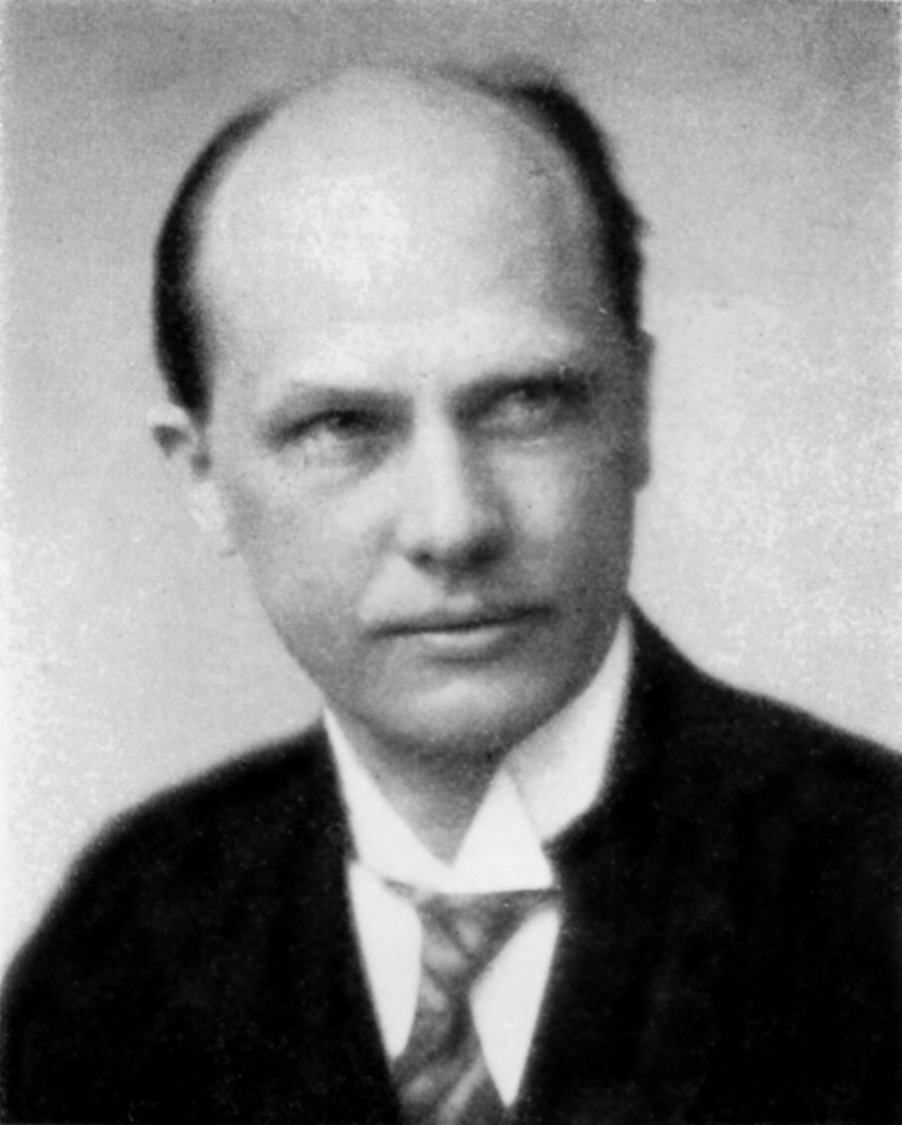
Rickard Sandler
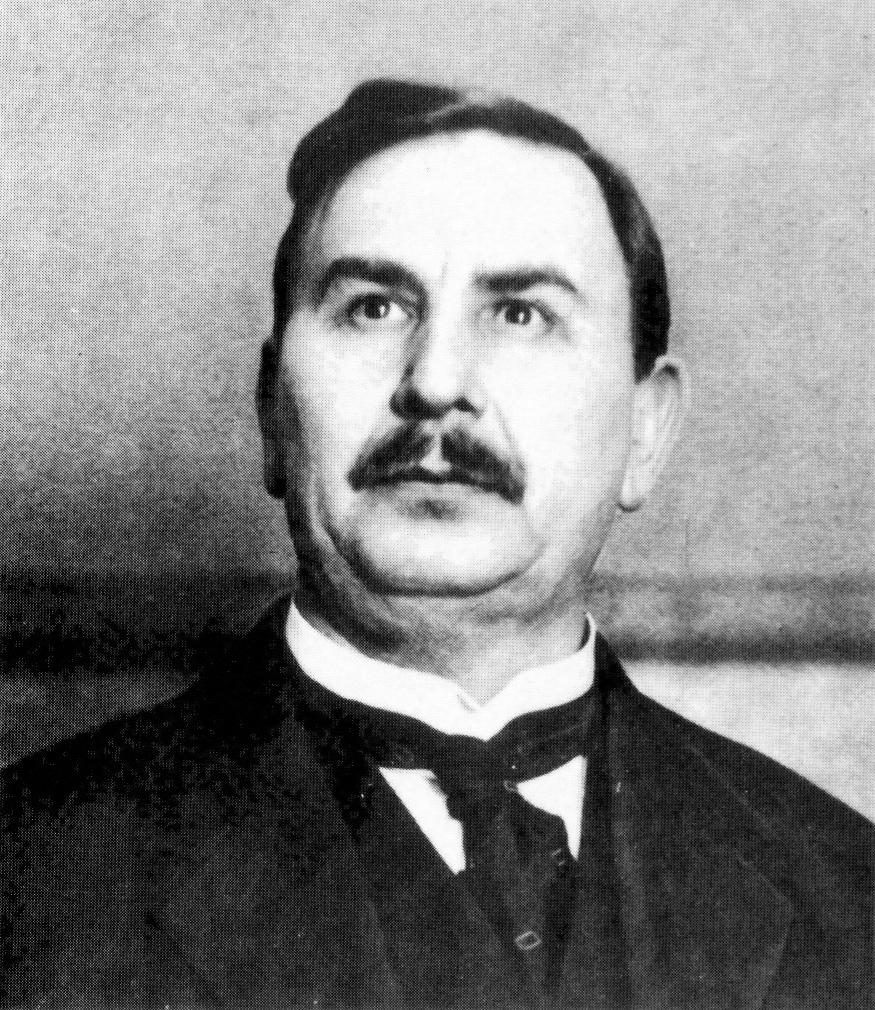
Carl Gustaf Ekman
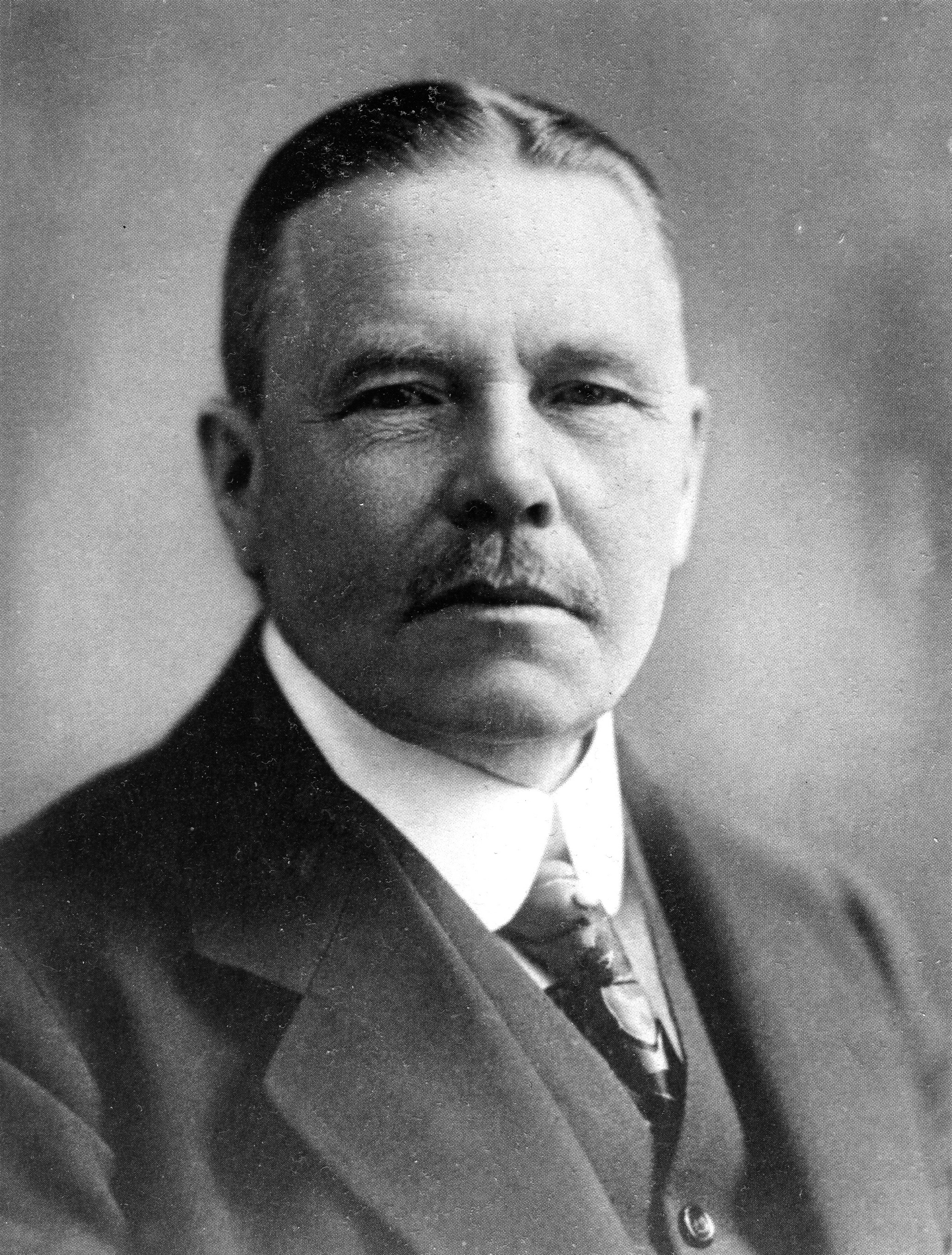
Arvid Lindman
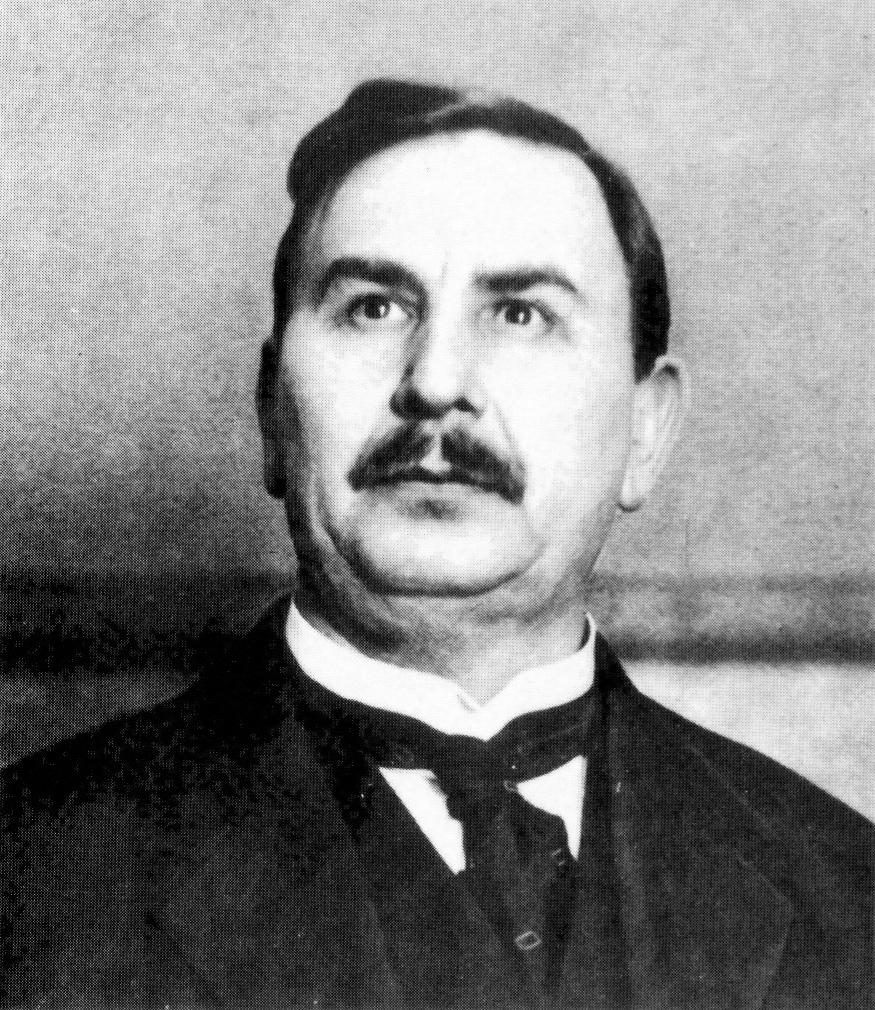
Carl Gustaf Ekman
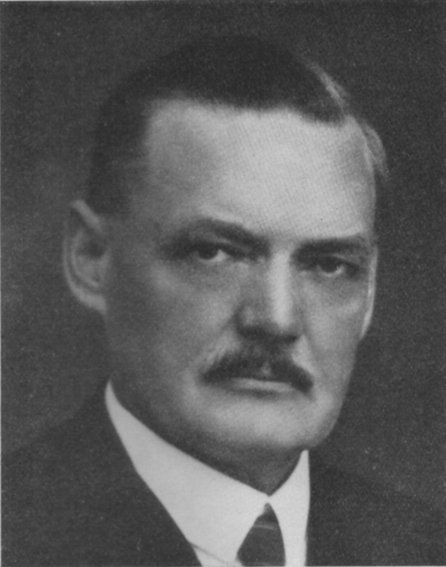
Felix Hamrin
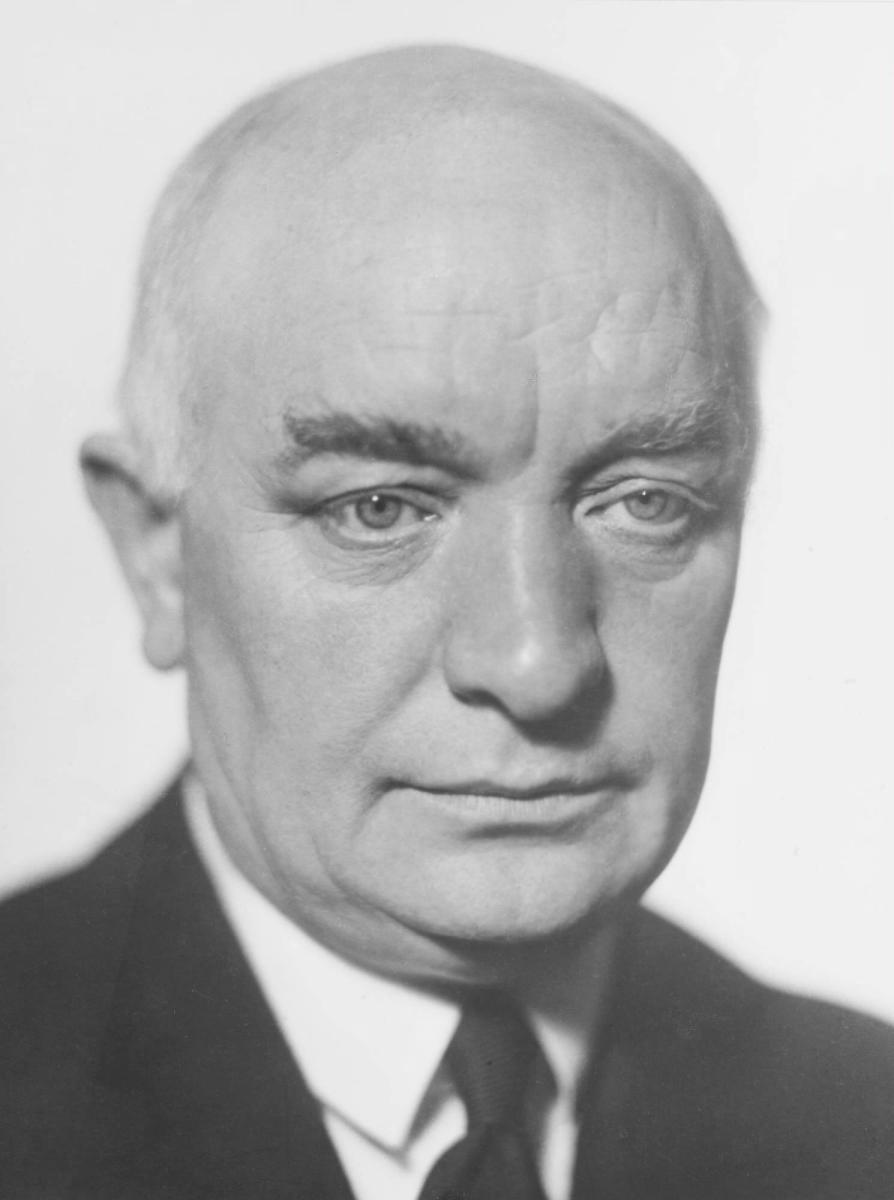
Per Albin Hansson
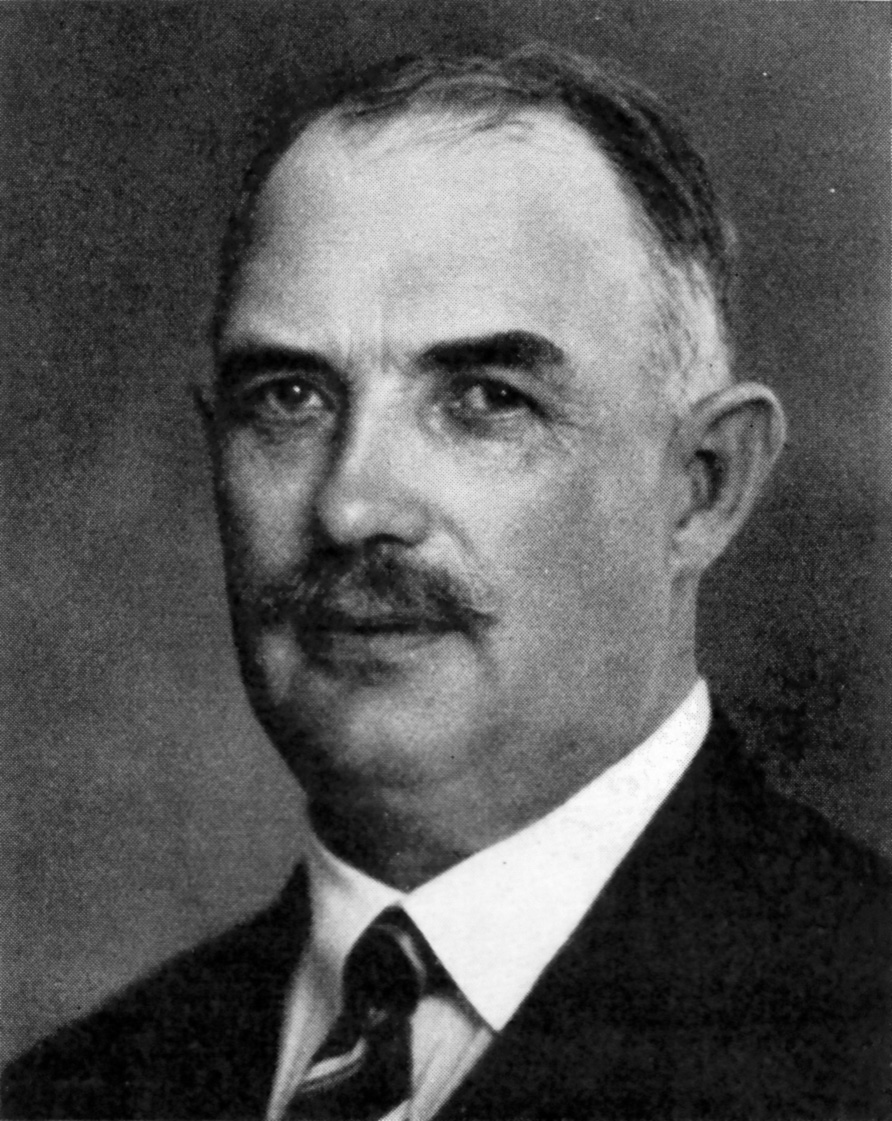
Axel Pehrsson-Bramstorp
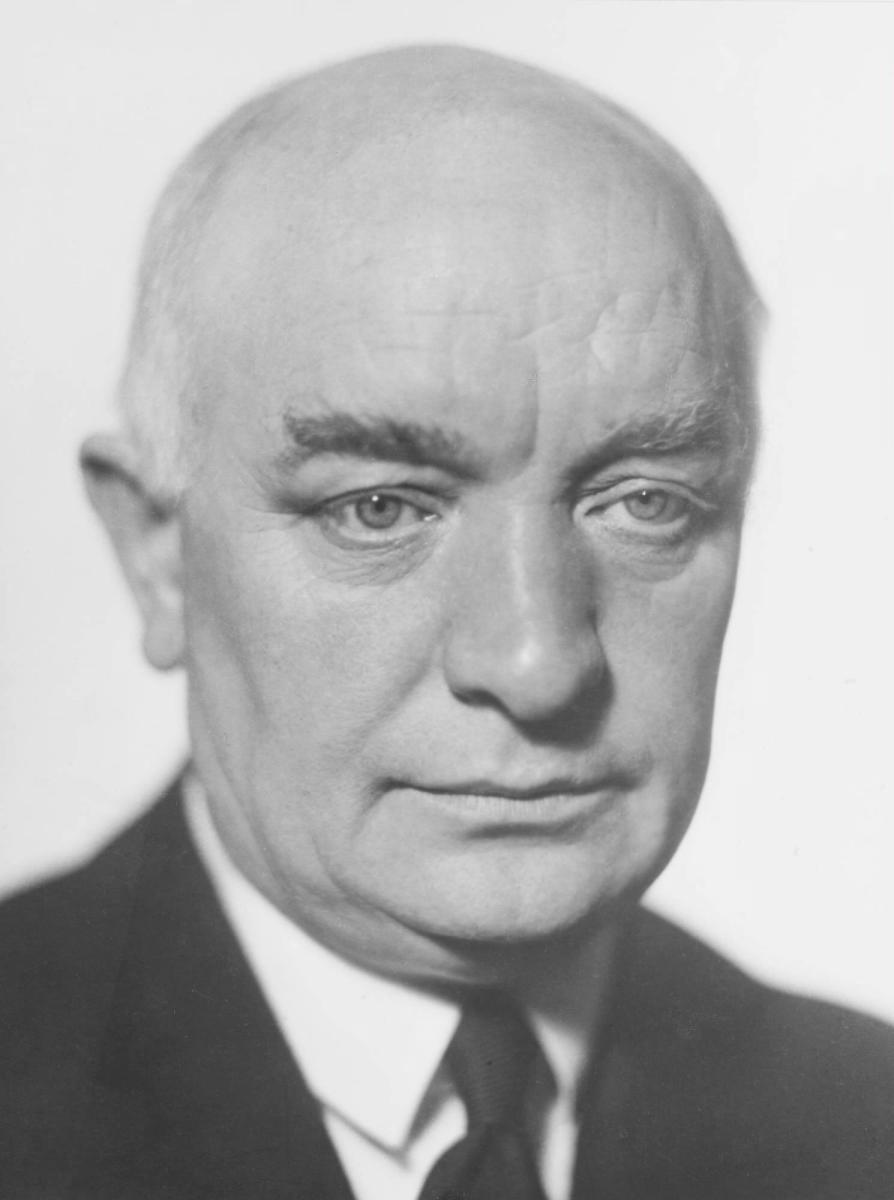
Per Albin Hansson